# Bélaudvarnok
Bélaudvarnok (1898-ig Dvornik, szlovákul Dvorníky nad Nitricou) Rákosvölgyudvarnok településrésze, korábban önálló falu Szlovákiában, a Trencséni kerületben, a Privigyei járásban.

## Fekvése
Privigyétől 18 km-re délnyugatra fekszik. Rákosvölgyudvarnok nyugati részét alkotja.

## Története
Bélaudvarnok első említése 1249-ben „Vdournuk” alakban történt, amikor a nyitrai várispánságtól a zoborhegyi kolostorhoz került. 1553-ban 18 és fél portával adózott. A 16. századtól a szkacsányi uradalom része. Lakói a 18. századig szőlő, sáfrány és gyümölcstermesztéssel foglalkoztak. 1715-ben szőlőskertje és 43 háztartása volt. 1777-től a nyitrai káptalan birtokában állt. 1778-ban malom, 56 jobbágy és 28 zsellérháztartás volt a településen 656 lakossal.
A 18. század végén Vályi András így ír róla: „DVORNIK. Tót falu Nyitra Vármegyében, földes Ura a’ Nyitrai Káptalanbéli Uraság, lakosai katolikusok, fekszik felső Vesztenitzhez közel, ’s ennek filiája, Simonyitol egy mértföldnyire, ambár nagy keresettye van, a’ gyümölts, és hagyma árúlásból könnyű móddal szerzi fáját ís, és elegendő legelője van, malma helyben, piatza közel, Oszlánon, és Bánon; szőlöjök középszerű, réttyeik jók, földgye középszerű, második Osztálybéli.”
1828-ban 97 házában 682 lakos élt. Lakói mezőgazdaságból éltek. 1832-ben árvíz pusztította el a községet, de újjáépült. Mezőgazdasági jellegét később is megőrizte.
Fényes Elek 1851-ben kiadott geográfiai szótárában így ír a faluról: „Dvornik, Nyitra vm. tót falu, Vesztenics filial. 682 kath. lak. F. u. a nyitrai káptalan.”
1880-ban 484 lakosából 459 szlovák anyanyelvű volt. 1890-ben 482 lakosából 1 magyar és 479 szlovák anyanyelvű volt.
Borovszky Samu monográfiasorozatának Nyitra vármegyét tárgyaló része szerint: „Dvornik, község a veszteniczi völgyben, a Plieska és a Drienov-Vrch nevű hegyek alatt fekszik, a Belanka-patak mellett. Lakosainak száma 482, akik tótajkuak, és vallásuk r. kath. Postája van, táviró- és vasúti állomása Nagy-Bélicz. A XIII. században nyitrai várbirtok volt és mint ilyen »Udvarnok« (Vduornuk) név alatt szerepelt. A falut 1832-ben árviz pusztította el. Lakosai nagyobbrészt gyümölcstermeléssel és kereskedéssel foglalkoznak. Földesura az Eszterházy-család és a nyitrai székes káptalan volt, mely utóbbinak itt ma is nagy kiterjedésü erdőségei vannak.”
1900-ban 532-en lakták, ebből 11 magyar és 514 szlovák anyanyelvű. 1910-ben 557-en lakták: 42 magyar és 502 szlovák anyanyelvű. A trianoni diktátumig Nyitra vármegye Nyitrazsámbokréti járásához tartozott.
1921-ben 534-en lakták: 4 magyar és 528 csehszlovák. 1930-ban 489 lakosa mind csehszlovák volt. 1960-ban Rákosvölggyel egyesült, Rákosvölgyudvarnok néven.

## Lásd még
- Rákosvölgyudvarnok
- Rákosvölgy